# Varaize

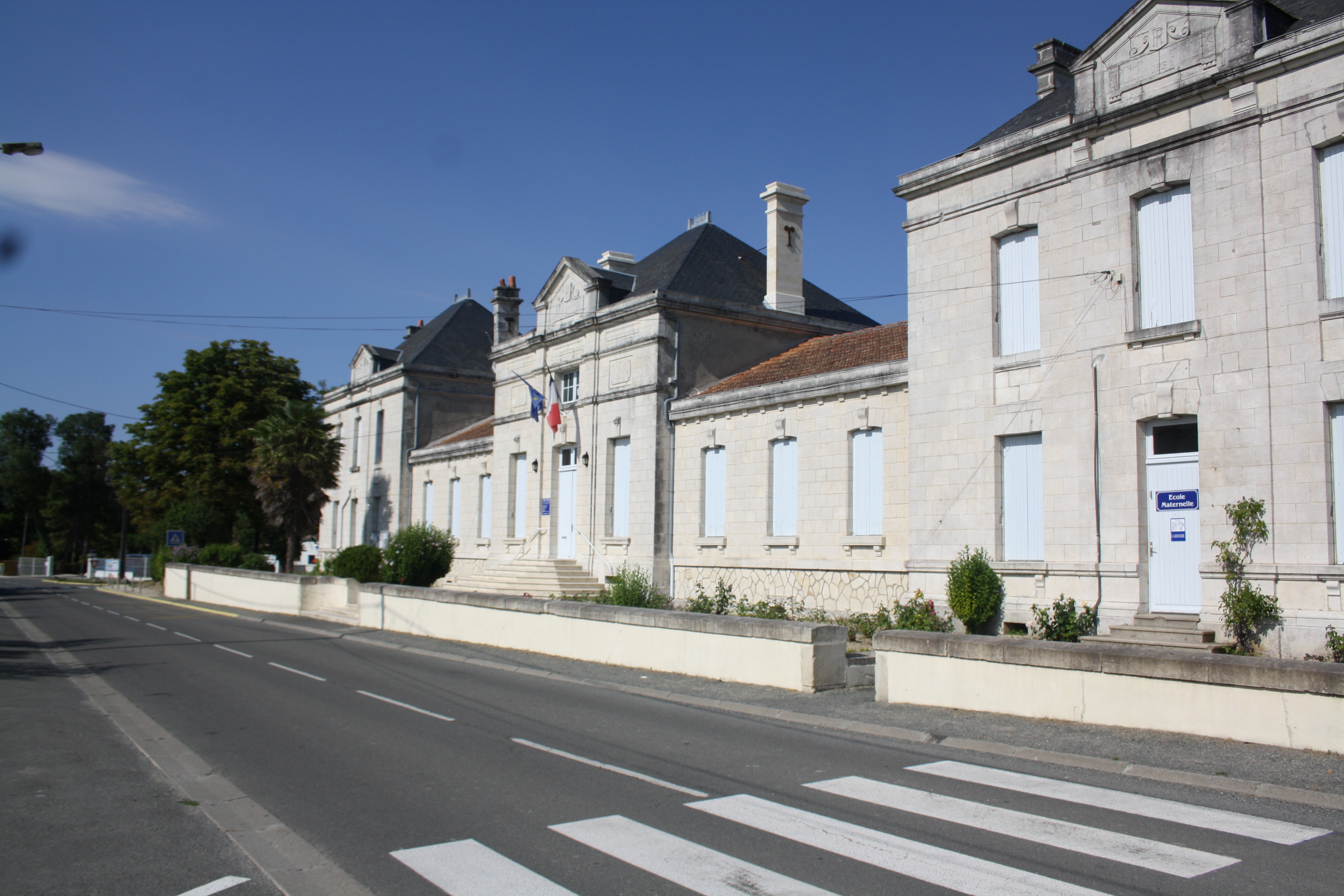
Gemeentehuis

Varaize is een gemeente in het Franse departement Charente-Maritime (regio Nouvelle-Aquitaine) en telt 563 inwoners (1999). De plaats maakt deel uit van het arrondissement Saint-Jean-d'Angély.

## Geografie
De oppervlakte van Varaize bedraagt 20,5 km², de bevolkingsdichtheid is 27,5 inwoners per km².
De onderstaande kaart toont de ligging van Varaize met de belangrijkste infrastructuur en aangrenzende gemeenten.

## Demografie
Onderstaande figuur toont het verloop van het inwonertal (bron: INSEE-tellingen).